# Рудолф I (Пфалц)
Рудолф I фон Пфалц (на немски: Rudolf I., der Stammler; * 4 октомври 1274, Базел; † 12 август 1319) от династията Вителсбахи, е херцог на Горна Бавария през 1294 – 1317 г. и пфалцграф при Рейн.

## Произход
Рудолф I е първият син на херцог Лудвиг II Строги и третата му съпруга Матилда Хабсбургска (1251 – 1304), дъщеря на римския крал Рудолф I Хабсбургски и неговата съпруга Гертруд от Хоенберг. Той е брат на император Лудвиг IV Баварски.

## Управление
На 2 февруари 1294 г. в Хайделберг баща му умира и той го наследява на трона като херцог на Горна Бавария и пфалцграф при Рейн. Още като млад той има конфликти с брат си Лудвиг IV.

### Конфликт с Албрехт I
При избора на неговия чичо Албрехт I през 1298 г. за римско-немаски крал, Рудолф е заедно с рейнските курфюрсти към противниковото множество. На 14 октомври 1300 година архиепископът на Кьолн, архиепископът на Трир, архиепископът на Майнц и пфалцграф Рудолф се срещат на брега на Рейн в Хаймбах и сключват съюз, насочен против „този господин Албрехт, наричащ се крал“. Албрехт веднага подема контраатака и превзема Курпфалц. Рудолф предпочита да се предаде преди Албрехт да започне обсада на неговата резиденция в Хайделберг и му се налага да се съгласи на това неговия по-млад брат Лудвиг, възпитан във Виена да стане съуправител на херцогството.
През 1301 г. Албрехт обсажда Хайделберг и побеждава Рудолф, след което останалата част от опозицията против краля се разпада.

### Избор на Хайнрих VII
През 1308 г. заедно с куфюрстите, епископите Петер на Майнц и Балдуин Люксембургски на Трир избират Хайнрих VII (брат на Балдуин) за римско-немски крал.
През 1310 г. Рудолф участва в похода в Италия на Хайнрих VII, но го напуска рано. През 1314 г. той се бие отново със своя брат.

### Отказ от власт. Наследство
През 1317 г., след редица загубени битки, Рудолф се отказва от владетелските си титли. Наследява го брат му Лудвиг IV. През 1329 г. Лудвиг дава Пфалц на наследниците на Рудолф чрез домашен договор от Павия. Така династията на Вителсбахите се разделя на една по-стара пфалцска и една по-млада баварска линия. Последната изчезва по мъжка линия през 1777 г. и е наследена от потомците на Рудолф.

## Семейство и деца
Рудолф I се жени на 1 септември 1294 г. в Нюрнберг за принцеса Матилда фон Насау (Мехтхилд) (1280 – 1323), дъщеря на крал Адолф от Насау и Имагина фон Изенбург-Лимбург. Двамата имат шест деца:
- Лудвиг, ербпринц фон дер Пфалц (1297 – 1312)
- Адолф (1300 – 1327) ∞ 1320 графиня Ирменгард фон Йотинген († 1389)
- Рудолф II (1306 – 1353), I. ∞ 1328 принцеса Анна от Горица, Тирол и Каринтия (1300 – 1335), II. ∞ 1348 принцеса Маргарете от Сицилия-Арагон (1331 – 1377)
- Рупрехт I (1309 – 1390), пфалцграф при Рейн и курфюрст на Пфалц, Бракове: I. ∞ 1350 графиня Елизабет от Фландрия-Намюр (1340 – 1382), II. ∞ 1385 принцеса Беатрикс фон Берг (1360 – 1395)
- Мехтхилд (1312 – 1375) ∞ 1331 граф Йохан III фон Спонхайм Стари (1315 – 1398)
- Анна (1318 – 1319).